# Kopalnia Węgla Kamiennego „Murcki”
Kopalnia Węgla Kamiennego Murcki – kopalnia węgla kamiennego, znajduje się w Katowicach, w dzielnicy Kostuchna (pierwotnie w Murckach). Od 1769 do 1945 roku nosiła nazwę Emanuelssegen z przerwami w latach 1922–1936, gdy nazywała się Emanuel i 1937–1939 Książę Maria. W latach 1947–1948 przyłączona do kopalni Boże Dary. Dnia 1 stycznia 2010 roku kopalnia Murcki została połączona z KWK Staszic i otrzymała nazwę KWK Murcki-Staszic.

## Historia
Początki kopalni sięgają lat 50. XVII w., kiedy to wydobywano węgiel w Murckach na terenie zwanym Rudne Kotliska, gdzie wychodził on na powierzchnię. Zorganizowaną eksploatację rozpoczęli właściciele terenu, książęta pszczyńscy, około 1740 roku. W 1755 roku rozpoczęto wydobywanie węgla spod ziemi przy pomocy kołowrotu ręcznego z wybudowanego w tym roku szybu.
Formalnie kopalnia została zorganizowana w 1769 roku, gdy zaczęło obowiązywać wydane 5 czerwca 1769 roku przez króla Prus Fryderyka II Wielkiego prawo górnicze dla Śląska i hrabstwa kłodzkiego, regulujące przynależność własnościową kopalin, prowadzenie robót poszukiwawczych i eksploatacyjnych oraz organizację przedsiębiorstw zajmujących się wydobyciem (kopalń). Aby spełnić wymagania nowego prawa, sprowadzono z Westfalii specjalistów: dwóch sztygarów i 2 górników. Kopalnię, należącą do 1945 roku do książąt pszczyńskich, nazwano Emanuelssegen (Błogosławieństwo Emanuela), od imienia jednego z członków rodziny książęcej.
Początkowo węgiel sprzedawano w najbliższej okolicy. Wraz ze wzrostem wydobycia próbowano znaleźć nowe rynki. Już w 1771 roku zawieziono węgiel z kopalni w celach reklamowych aż do Wrocławia, gdzie dominował węgiel ze starszych kopalni wałbrzyskich i noworudzkich. W 1772 roku miały miejsce pierwsze zorganizowane protesty górników. Przez 2 lata (1780–1782) pracował w kopalni Emanuelssegen Johann Christian Ruberg, który w 1792 roku wynalazł technologię wytapiania cynku z galmanu. Na przełomie wieków kopalnia miała już kilkanaście szybów, a w 1808 roku wydrążono pierwszą sztolnię do odwodniania kopalni oraz transportu węgla pod ziemią. W 1815 roku kopalnia miała już 30 szybów. W latach 1824 i 1845 wydrążono dwie kolejne sztolnie. Druga, najgłębsza, była 42 metry pod ziemią i miała długość 600 m.

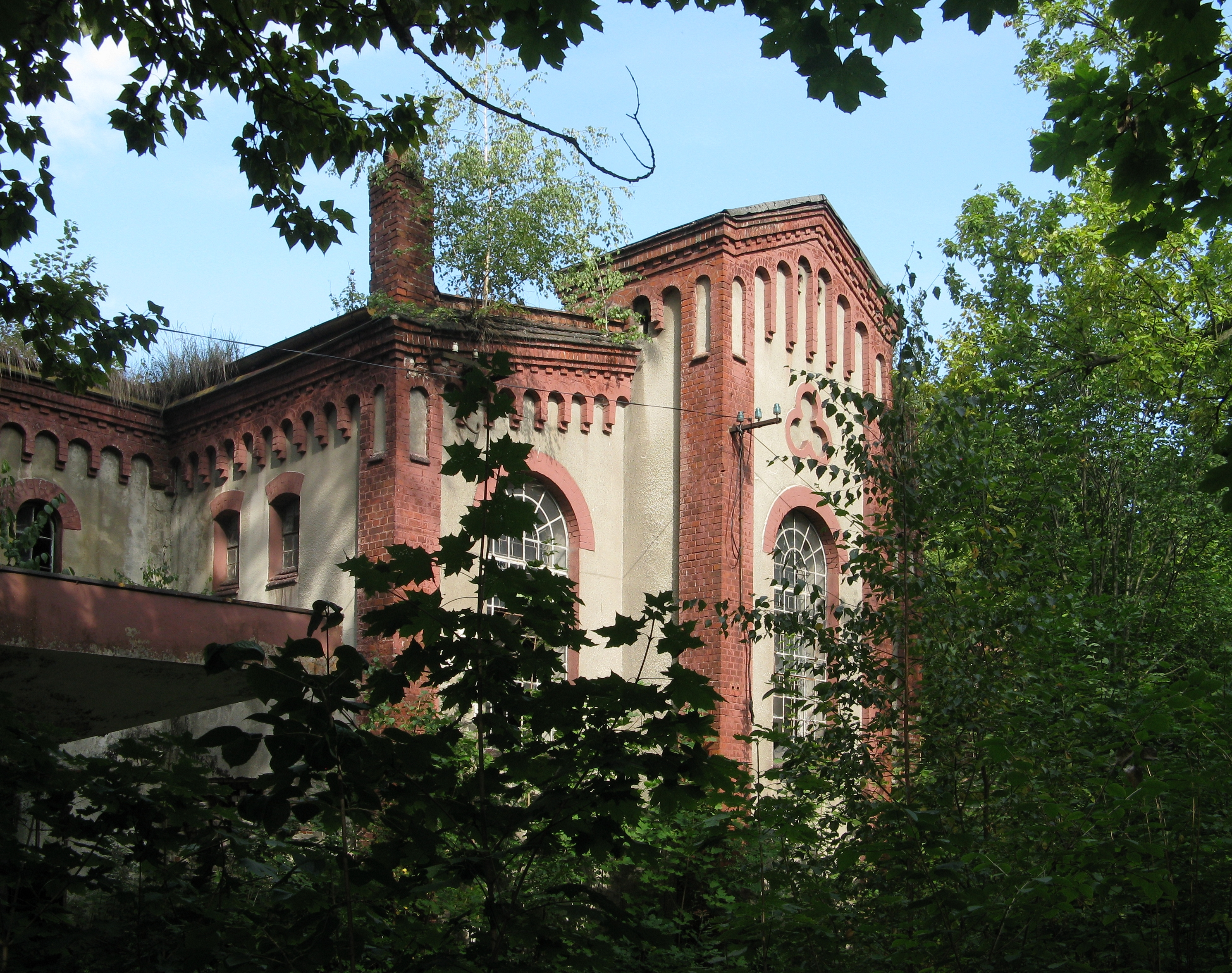
Dawna cechownia kopalni Murcki położona przy ul. Kołodzieja

Wzrastające wydobycie spowodowało, że w 1852 roku doprowadzono do kopalni normalnotorową bocznicę kolejową z Katowic przez Ligotę, a w 1863 roku otwarto prywatną szosę z Kobióra przez Tychy. Pierwszą maszynę parową zainstalowano w kopalni w 1868 roku, a rok później zaczęto stosować kołowrót ciągniony przez konia. W 1870 roku połączono kopalnię i wyrastającą przy niej osadę o takiej samej nazwie Emanuelssegen, linią kolejową przez Tychy i Pszczynę z Dziedzicami. W ten sposób uzyskano możliwość wysyłki węgla na rynki Austro-Węgier (do Krakowa i Lwowa oraz do Czech). Kopalnia wydobywała wówczas ok. 80 000 ton węgla rocznie. W 1878 roku zaczęto używać prądu elektrycznego. W 1888 roku otwarto dom noclegowy dla górników na 100 osób.
Na początku XX w. nastąpiła przebudowa i modernizacja kopalni (od 1902 roku). W 1913 roku wydobyła ona 432 301 ton węgla. W 1922 roku, w związku ze zmianą nazwy miejscowości na Murcki po przyłączeniu do II Rzeczypospolitej, zmieniono nazwę przedsiębiorstwa na Emanuel, a od 1937 roku na Książę Maria. W 1934 roku został wprowadzony decyzją sądu zarząd przymusowy dóbr pszczyńskich. Dla odrębnego zarządzania kopalniami utworzono w 1938 roku spółkę akcyjną Książęce Pszczyńskie Kopalnie, do której należała również kopalnia w Murckach. W 1939 roku, po zajęciu ziem polskich przez Niemcy, przywrócono jej, tak jak miejscowości, nazwę Emanuelssegen. Kopalnia wydobyła w tym roku 489 993 tony węgla.
Po nacjonalizacji (formalnie na podstawie ustawy z dnia 3 stycznia 1946 roku o przejęciu na własność państwa podstawowych gałęzi gospodarki narodowej) kopalnię i miejscowość nazwano w 1945 roku Murcki i włączono ją do Mikołowskiego Zjednoczenia Przemysłu Węglowego. W latach 1947–1948 Murcki włączono do innej byłej kopalni książąt pszczyńskich, Boże Dary w Kostuchnie. Ponownie wydzielono ją pod nazwą Murcki od 1 sierpnia 1948 roku z przynależnością do Jaworznicko-Mikołowskiego ZPW. W 1963 roku uruchomiono oddział kopalni Murcki II. W 1970 roku kopalnia wydobyła 711 198 ton węgla. 1 stycznia 1976 roku ponownie połączono Murcki i Boże Dary (kopalnie miały porównywalne wydobycie), tym razem zachowano jednak nazwę Murcki, ale kompleks wydobywczo-przetwórczy przeniesiono stopniowo na teren kopalni Boże Dary (ostatni szyb na terenie Murcek zlikwidowano w 2004 roku). Jednocześnie kopalnię przeniesiono do Katowickiego ZPW. Tak powiększona kopalnia wydobyła w 1979 roku 2 475 500 ton węgla.

## Kopalnia
Kopalnia jest częścią Kopalni Węgla Kamiennego Murcki-Staszic, która należy do Polskiej Grupy Górniczej. Przed połączeniem zatrudniała ok. 3 000 osób (najwyższe zatrudnienie ponad 6 500 osób) i wydobywała średniorocznie ok. 10 500 ton węgla na dobę. Zasoby kopalni wynosiły łącznie około 800 000 tys. ton. Jest to węgiel nie najlepszej jakości (mała ilość chloru, duża ilość siarki), wymagający specjalnych odbiorców. Kopalnia eksploatowała 3 ściany wydobywcze (zmniejszono z 11) używając 4 przodków chodnikowych (zmniejszono z 8). Poziomy wydobywcze znajdują się na głębokości 416 i 600 m.
Obszar górniczy kopalni Murcki ma 50,956 km², z czego 49% to tereny leśne, 35% użytki rolne i nieużytki, a 16% zabudowa miejska i przemysłowa (południowe obrzeża Katowic, północno-wschodnia część Tych i wschodnia część Mikołowa. Obszar górniczy kopalni Murcki graniczy:
- od północy z OG Giszowiec kopalni Staszic,
- od wschodu z OG Wesoła kopalni Wesoła,
- od południa z polem rezerwowym,
- od południowego zachodu z OG Łaziska kopalni Bolesław Śmiały,
- od zachodu z OG Mikołów kopalni doświadczalnej Barbara oraz polem rezerwowym,
- od północnego zachodu z OG Ligota.

## Obiekty zabytkowe

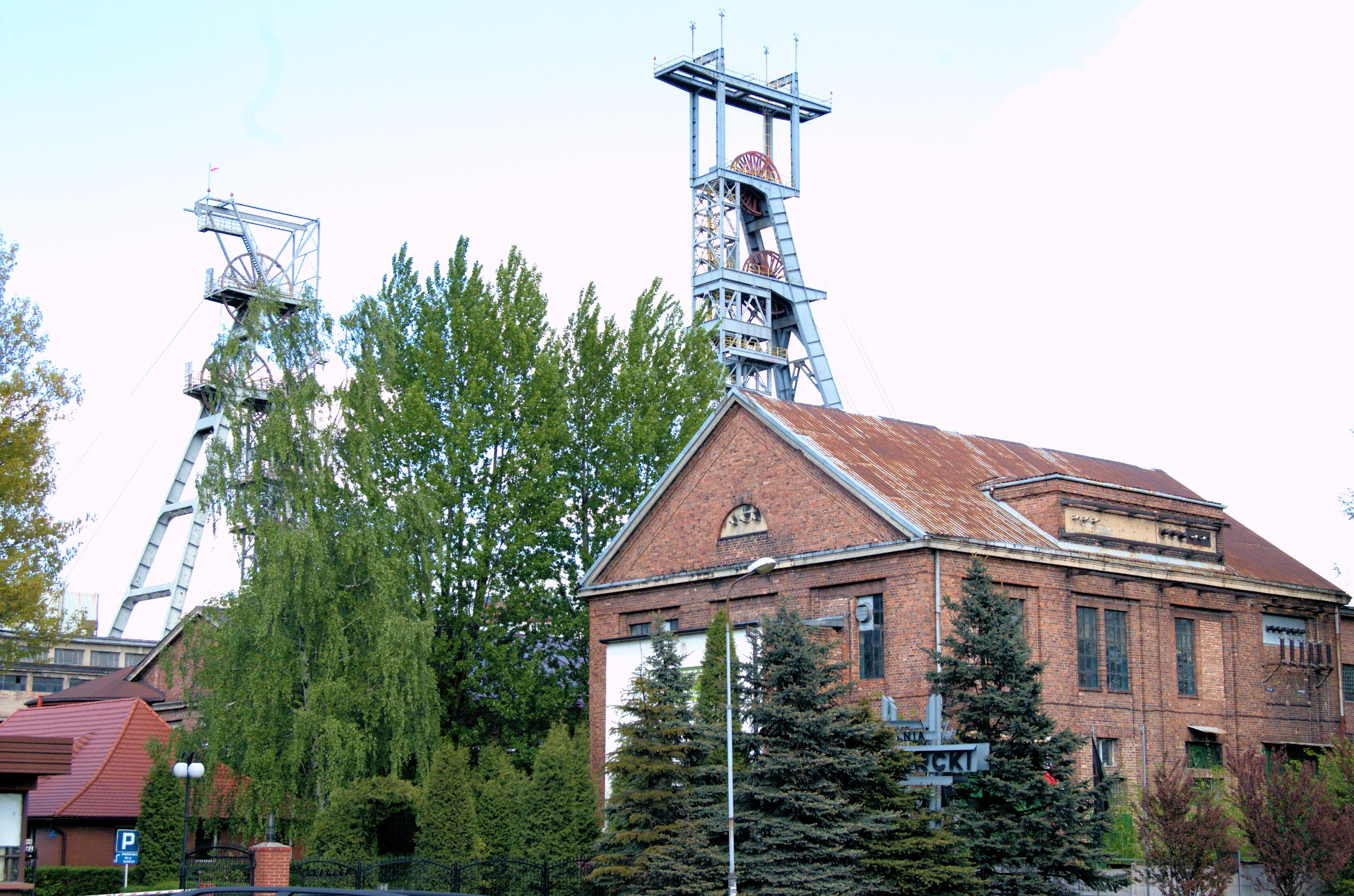
KWK Murcki − rejon "Boże Dary"

Budynki zespołu Kopalni Węgla Kamiennego Murcki – rejon Boże Dary przy ul. Tadeusza Boya-Żeleńskiego zostały objęte ochroną konserwatorską. Są to:
- budynek biurowy i cechowni,
- budynek rozdzielni,
- budynek dawnej kotłowni (obecnie warsztatowy),
- budynek dawnej łaźni,
- budynek związków zawodowych,
- dwa budynki warsztatowe,
- biura i warsztaty szybowe.

## Odkrywki
Przy kopalni Murcki eksploatowano od 1956 do 1964 roku trzy odkrywki. Pierwszą, o nazwie Murcki, w latach 1956–1958 (w ostatnim roku produkcja 7 098 ton, drugą o tej samej nazwie w latach 1962–1964 (w ostatnim roku produkcja 95 894 tony). Trzecia, o nazwie Murcki 318, działała od 1 listopada 1963 do 1 lipca 1964 roku (łączne wydobycie 13 000 ton).